# Немтен
Немтен (нім. Nehmten) — громада в Німеччині, розташована в землі Шлезвіг-Гольштейн. Входить до складу району Плен. Складова частина об'єднання громад Гросер-Пленер-Зе.
Площа — 22,04 км2. Населення становить 286 ос. (станом на 31 грудня 2020).

## Галерея

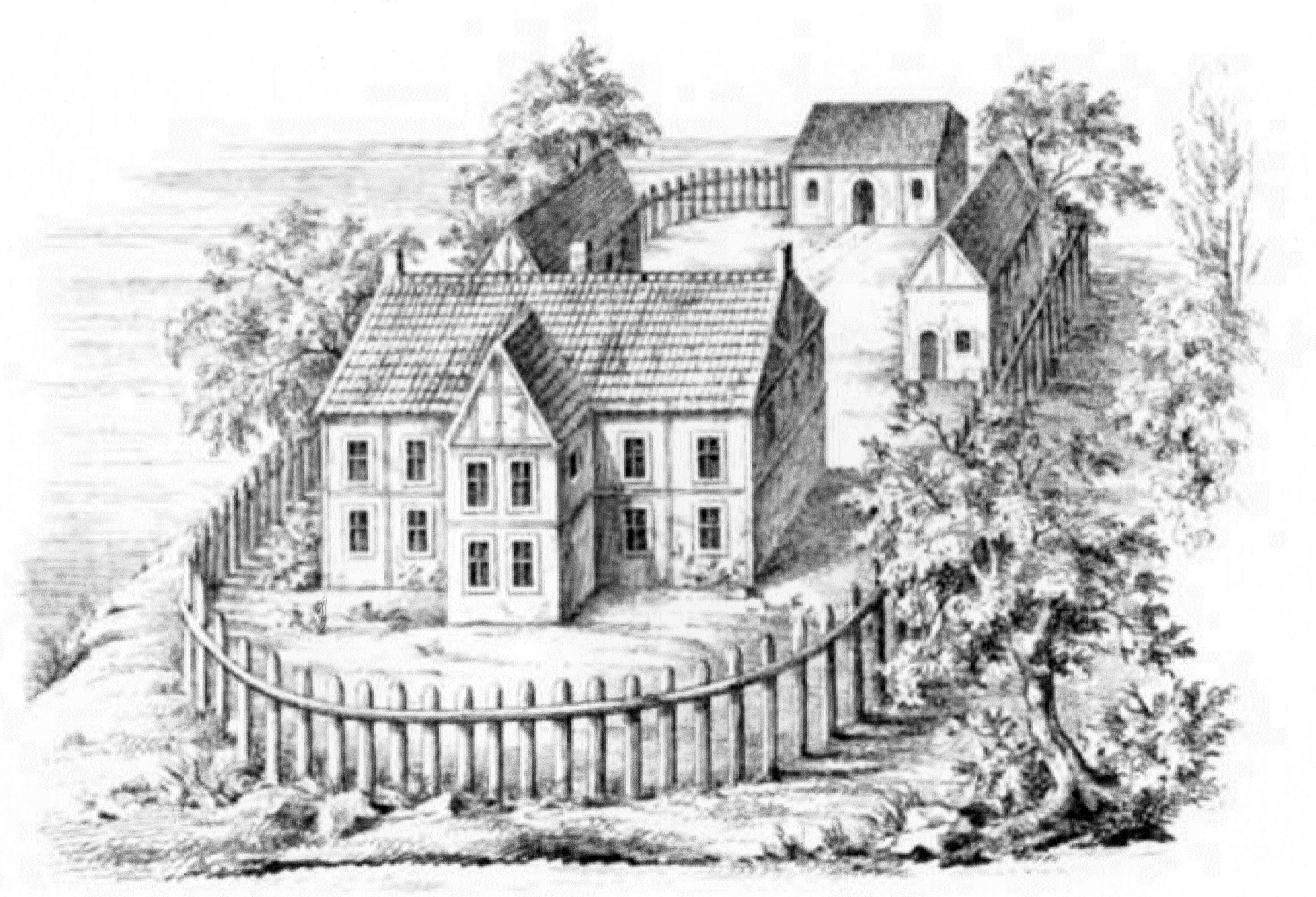
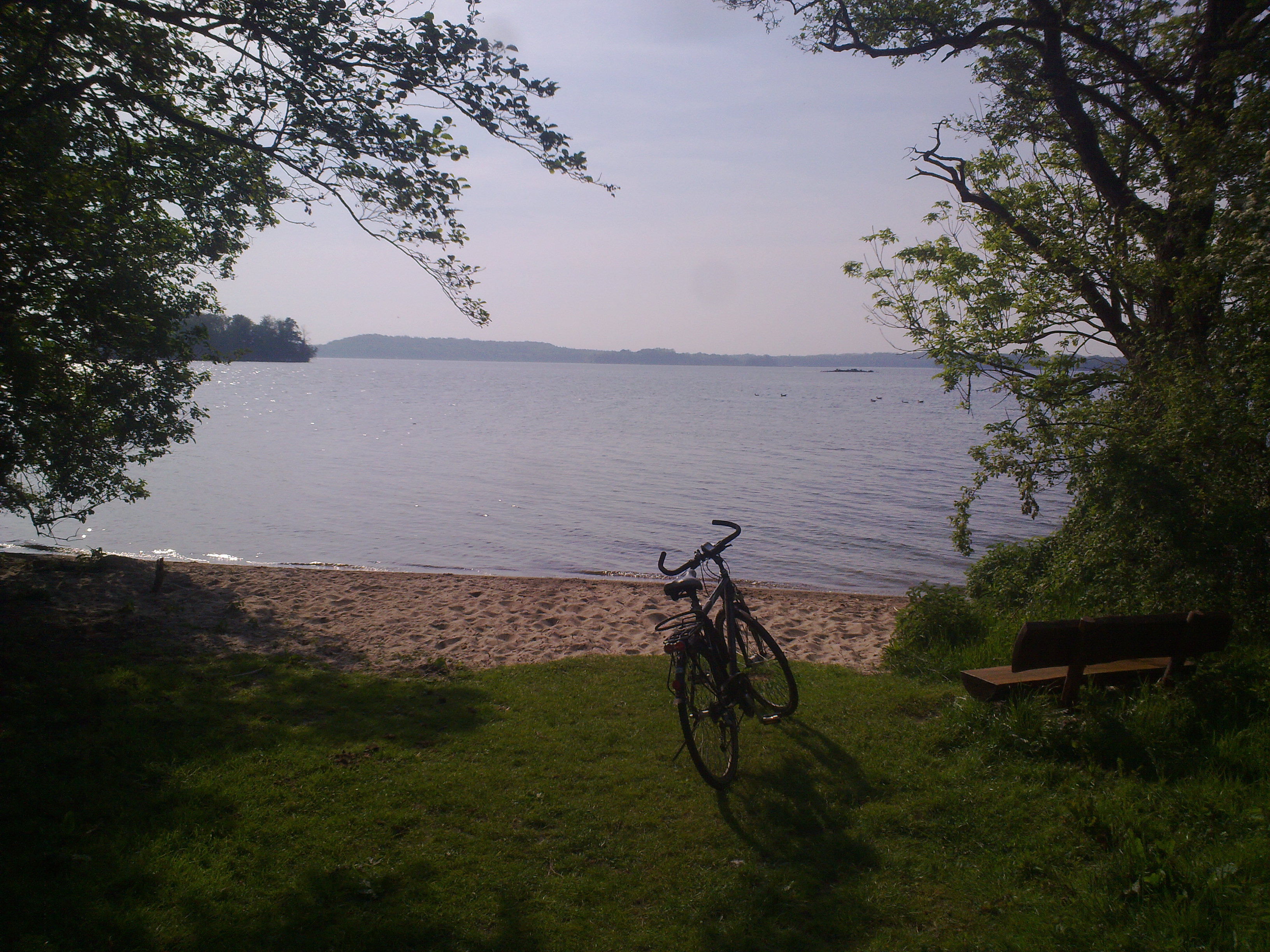